# En tjej i rött
En tjej i rött (engelska: The Woman in Red) är en amerikansk komedifilm från 1984 i regi av Gene Wilder. I huvudrollerna ses Wilder, Charles Grodin, Gilda Radner, Joseph Bologna, Judith Ivey och Kelly LeBrock. Stevie Wonder sjöng in "I Just Called to Say I Love You" till filmen och erhöll en Oscar för bästa sång.

## Rollista i urval
- Gene Wilder - Theodore Pierce
- Kelly LeBrock - Charlotte
- Gilda Radner - Ms. Milner
- Charles Grodin - Buddy
- Joseph Bologna - Joe
- Judith Ivey - Didi Pierce
- Michael Huddleston - Michael
- Arthur Bailey - Jocko
- Kyra Stempel - Missy Pierce
- Robin Ignico  - Becky Pierce
- Viola Kates Stimpson - Mama Dell